# Adam Clarke
Adam Clarke (Moybeg, el condado de Derry, en 1760 o 1762 - Londres, 16 de agosto de 1832) fue un teólogo metodista y erudito bíblico del Reino Unido.

## Biografía
Clarke nació en el pueblo irlandés de Moybeg cerca Tobermore en la actual Irlanda del Norte. Después de recibir una educación muy limitada, fue a trabajar como aprendiz con un fabricante de ropa, pero desmotivado por el tipo de empleo, volvió a la vida escolar en la institución fundada por John Wesley en Kingswood, cerca de Bristol. En 1782 comenzó sus funciones como ministro metodista, según le indicó Wesley para actuar en el circuito de Bradford on Avon (Wiltshire).
Su popularidad como predicador era muy grande, y su influencia religiosa se indica por el hecho de que fue tres veces (1806, 1814, 1822) elegido para ser el presidente de la Conferencia Metodista. Sirvió dos veces en Londres, y el segundo período se extendió mucho más allá de lo que los reglamentos establecían, por una petición especial de la British and Foreign Bible Society, que lo contrató para trabajar en la preparación de su Biblia en árabe. Al tiempo que se dedicaba ardientemente a su labor pastoral, todavía encontró tiempo para el estudio del hebreo y otras lenguas orientales, realizado principalmente con la intención de calificarse para la gran obra de su vida, su comentario sobre las Sagradas Escrituras ( 8 vols., 1810-1826).
En 1802 publicó un diccionario bibliográfico en seis volúmenes, al que añadió, más tarde, un suplemento. Fue seleccionado por la Comisión de Registros para reeditar el Foedera de Thomas Rymer, una tarea a la que, después de trabajar durante diez años (1808-1818) tuvo que renunciar. También escribió Memoirs of the Wesley Family (1823), y editó un gran número de obras religiosas.
Clarke recibió muchos honores y títulos (fue miembro y Legum Doctor de la Universidad de Aberdeen), y muchos hombres ilustres de la Iglesia y el Estado eran amigos personales. Sus Miscellaneous Works  fueron publicadas en trece volúmenes (1836), y una Life (tres volúmenes) por su hijo, J. B. B. Clarke, que apareció en 1833.

## Obras
- The Christian Prophet and His Work por Adam Clarke ISBN 0-88019-406-5
- Christian Theology por Adam Clarke ISBN 0-88019-261-5
- Commentary on the Bible por Adam Clarke ISBN 0-529-10634-5
- Practical Divinity: Theology in the Wesleyan Tradition (1983) por Thomas Langford  ISBN 0-687-07382-0
- Adam Clarke, Controversialist: Wesleyanism and the Historic Faith (1975) por Ian Sellers ISBN 0-900798-08-4
- When Adam Clarke Preached, People Listened: Studies in the Message and Method of Adam Clarke's Preaching (1981) por Wesley Tracy ISBN 0-8341-0714-7